# Повіт Отокуні
Пові́т Отоку́ні (яп. 乙訓郡, おとくにぐん, МФА: [otokuɲi guɴ]) — повіт в префектурі Кіото, Японія. До складу повіту входить містечко Оямадзакі. Станом на 1 жовтня 2017 року його площа становила 5,97 км². Населення складало 15 452 осіб, а густота населення — 2590 осіб/км².